# Goran Tribuson
Goran Tribuson (Bjelovar, 6. kolovoza, 1948.) je akademik i jedan od najproduktivnijih i najčitanijih hrvatskih proznih pisaca, filmski i televizijski scenarist.

## Životopis
Diplomirao je i magistrirao (filmologija) na Filozofskom fakultetu u Zagrebu.
Kratke priče počinje objavljivati početkom 1970-ih godina 20. stoljeća u prvom valu tzv. fantastičara (Zavjera kartografa i Praška smrt), da bi se postupno opredijelio za žanrovsku prozu. Kritika je odmah uočila Tribusona kao najtipičnijeg predstavnika hrvatskih borgesovaca koji prvi među brojnima u toj struji postiže punu autorsku zrelost. Postupno napušta fantastiku, ali zadržava interes za srednjoeuropsku ikonografiju i težnju prema okultnome, što se očituje u njegovim romanima Snijeg u Heidelbergu, Čuješ li nas, Frido Štern (u cjelokupnom autorovom opusu jednom od najboljih njegovih djela), te Ruskom ruletu. Daljnji i brojni Tribusonovi romani dijele se na autobiografske i generacijski obilježene, mahom s temom iz zavičajnoga Bjelovara te analizom popkulturne mitologije svakidašnjice sedamdesetih godina (Polagana predaja, Povijest pornografije). U tu skupinu spadaju i dvije knjige autobiografskih eseja Rani dani (1997.) i Trava i korov (1999.). Drugi ciklus čine brojni Tribusonovi kriminalistički romani Zavirivanje, Siva zona, Noćna smjena i drugi, kojih je glavni junak bivši policajac Nikola Banić. Tim je romanima, uz one Pavla Pavličića, stvorio opus prihvaćen i od stručne kritike i od najšire čitateljske publike.
Višestruki je dobitnik književnih nagrada. Nagradu Gjalski dobio je 1991., 1999. i 2019. godine.1991. godine nagrađen mu je horror roman s alegorijskim i elementima na rubu nadrealng Potonulo groblje. Junak romana boravio je u ustanovama za preodgoj i u zatvoru. Po izlasku iz zatvora vratio u rodni grad, koji nije kakvim poznaje. Grad pomalo odnosi bujica. Tribuson u romanu oslikava srednjoeuropski grad u provinciji, koju stanovnici napuštaju čim se pruži prigoda, gdje baština trune, provincija nad kojom visi strahovita budućnost. Slika grada alegorija je cijelog duhovnog stanja, a sve zajedno bila je proročanska vizija Hrvatske u budućnosti. Glavnog junaka snalazi traumatični očev nestanak i majčina smrt što ga uz zatvorski život pretvara u osamljenika i neobičnu osobu. Potraga za prošlošću pokrenula je seriju neobičnih događaja, koji često graniče sa stvarnošću. Godine 1999. nagrađena mu je knjiga autobiografskih zapisa Trava i korov, dio autobiografske tetralogije u kojoj su još Rani dani, Mrtva priroda i Vrijeme ljubavi. U Travi i korovu piše o životu u Bjelovaru, utjecaju glazbe i športa, o odrastanju u vremenu kada su stvari bile naoko jednostavnije, u šezdesetim godinama prošloga stoljeća. Tribusonova priča je sudbina mnogih, jer "u svakom vremenu, najlakše je onima, pozicioniranima dalje od vlasti i moći, postati korovom na travi jednoga društvenog uređenja" (iz recenzije). Godine 2019.  za roman Otac od bronce dobio je Nagradu Gjalski i nagradu "Fran Galović". Radnja polazi od glavnog junaka mutne prošlosti u inozemstvu, izolirana od obitelji koji se vraća u rodni grad, u vrijeme neumitna skora izbivanja rata. Ondje je tetka i mrtav otac s kojim nije bio u dobrim odnosima. Povratak junaka mnogima oko njega znači otvaranje Pandorine kutije i promjenu života zauvijek. Tribuson živopisno opisuje likove u romanu i sjajno i točno evocira jedno vrijeme te "donosi jednu od najljepših ljubavnih priča novije hrvatske književnosti" (iz recenzije). Otac od bronce je svojevrsni nastavak autobiografskih zapisa Vrijeme ljubavi ima znatno više društvene kritike nego u dotadašnjim Tribusonovim djelima, nema više razigrane autoironije iz ranijih djela i priča je oporija. Književni model kojeg se drži kad piše o o sebi i vlastitom odrastanju jest oko stožernih tematskih osnovica pop-kulture te je roman pun glazbenih, literarnih, filmskih i ostalih citata.
Dugogodišnji je urednik u Školskoj knjizi, redoviti je profesor  filmskoga scenarija na Akademiji dramske umjetnosti. Od 2000. godine suradnik je Hrvatske akademije znanosti i umjetnosti Razreda za književnost, a u lipnju 2008. godine postaje redoviti član Akademije.
Godine 2020. dobio je Nagradu Grada Zagreba, uz obrazloženje da je i popularan i kvalitetan pisac te scenarist serije “Odmori se, zaslužio si” u kojoj je odlično dočarao duh Zagreba.
Sestra mu je redateljica Snježana Tribuson, s kojom je surađivao veći broj puta u nastanku filmova i tv-serija.

### Zbirke priča
- 1972. "Zavjera kartografa", zbirka priča
- 1975. "Praška smrt", zbirka priča
- 1978. "Raj za pse", zbirka priča
- 1983. "Spavaća kola", zbirka priča
- 1987. "Klasici na ekranu", zbirka priča
- 1998. "Osmi okular", izbor priča
- 1998. "Zvijezda kabarea", zbirka priča
- 2001. "Klub obožavatelja", periferijski kvartet
- 2010. "Noćne priče", zbirka priča, izabrana djela Gorana Tribusona

### Ispovjedna proza - autobiografski zapisi
- 1997. "Rani dani"
- 1999. "Trava i korov"
- 2003. "Mrtva priroda"
- 2017. "Vrijeme ljubavi"

### Romani
- 1980. "Snijeg u Heidelbergu"
- 1981. "Čuješ li nas, Frido Štern?"
- 1982. "Ruski rulet"
- 1984. "Polagana predaja"
- 1985. "Zavirivanje"
- 1985. "Legija stranaca"
- 1986. "Made in USA"
- 1986. "Uzvratni susret"
- 1988. "Povijest pornografije"
- 1989. "Siva zona"
- 1990. "Potonulo groblje"
- 1991. "Dublja strana zaljeva"
- 1993. "Sanatorij"
- 1996. "Noćna smjena"
- 2001. "Bijesne lisice"
- 2002. "Ne dao Bog većeg zla"
- 2004. "Gorka čokolada"
- 2006. "Kuća u kojoj stanuje vrag"
- 2008. "Divlja plaža"
- 2010. "Zbirka otrova"
- 2014. "Susjed u nevolji"
- 2014. "Propali kongres"
- 2015. "Sestrica s jezera"
- 2019. "Otac od bronce"

### Filmski scenariji
- "Crvena prašina"
- "Ne dao Bog većeg zla"
- "Potonulo groblje"
- "Srce nije u modi"
- "Odmori se, zaslužio si"